# Separatie (psychiatrie)

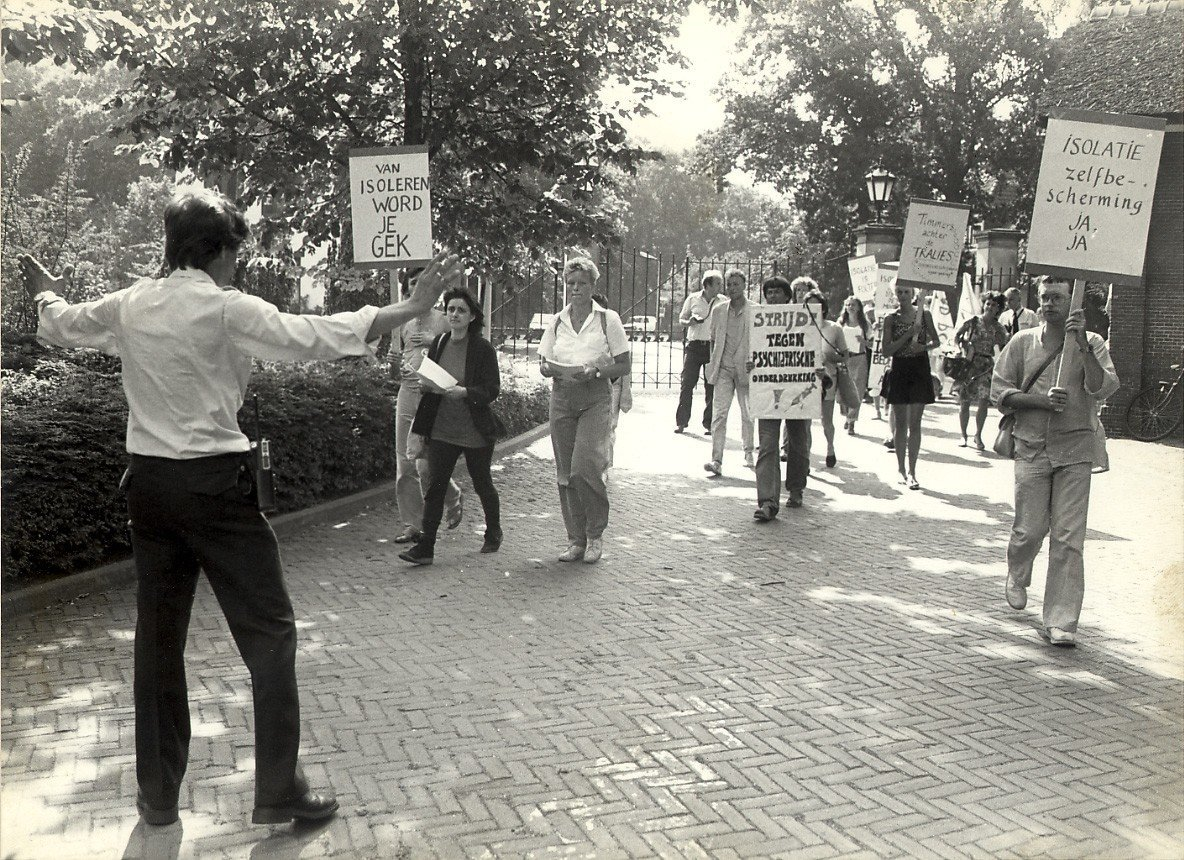
Protest aktie tegen isoleercel in 1985

Met separatie wordt in psychiatrische instellingen gewoonlijk het afzonderen van patiënten in een afgesloten celachtige ruimte bedoeld. Zo'n kamer heet isoleercel, "prikkelarme ruimte", "separeer" of "separette". In de gehandicaptenzorg is het begrip 'time-out' in zwang. Het Nederlandse intensive-carebeleid in de psychiatrie wordt door veel buitenlandse deskundigen niet begrepen en soms 'schandelijk en schadelijk' genoemd.
Separatie overkomt vooral ernstig psychisch zieke mensen met een verstoorde angst- en agressieregulatie die op dat moment vaak in een toestand van psychose verkeren.

## Doel van separatie
Separeren tegen de wil van de patiënt is slechts toegestaan ter afwending van gevaar dat niet op een andere, minder ingrijpende manier mogelijk is; daarover bestaat sinds de komst van de Wet bijzondere opnemingen in psychiatrische ziekenhuizen (Wet Bopz) in 1994 duidelijkheid. In de praktijk wordt echter ook gesepareerd vanwege een vermeende heilzame, therapeutische werking, dit mag dan alleen op vrijwillige basis. Een therapeutische werking is door onderzoek niet aangetoond. Hoewel er patiënten zijn die vrijwillig gesepareerd worden (3%), betreft het merendeel dwangmaatregelen (97%). Uit onderzoek blijkt dat betrokkenen, familie en patiënten, in 67% van de separaties de opgegeven (wettelijke) reden betwijfelen. Vaak worden veiligheid voor personeel, medepatiënten of de betrokkene zelf aangevoerd als reden tot separatie, terwijl de betrokkenen in veel gevallen denken dat het vooral te doen was om de patiënt rustig te krijgen door het bieden van een zogenoemde 'prikkelarme omgeving'.

## Effect op de patiënt
Het is een zeer ongewenste situatie voor een patiënt als hij z'n behoefte moet doen op een kartonnen doos en zijn maaltijd zittend op de vloer krijgt geserveerd. Vaak worden ook al zijn eigen kleren weggenomen en krijgt hij een zogenaamd scheurhemd aan, een tuniek van onverwoestbaar materiaal. Er worden diverse contactmomenten geboden per dag. Dit wordt vastgelegd in overleg met de behandelaar. De geïsoleerde kan daarbuiten aandacht van verpleegkundigen vragen via een bel. In veel gevallen is er sprake van geluids- en of video-observatie. Er zijn functionele contacten met verpleegkundigen, behandelaar, geestelijk verzorger en patiëntenvertrouwenspersoon of advocaat. De patiënt in de isoleercel heeft vaak maar een beperkte communicatiemogelijkheid met de verzorgers daarbuiten en is daar tegelijkertijd totaal afhankelijk van.
Voor de psychiatrische patiënt is opsluiting in de isoleercel veelal een negatieve tot traumatische gebeurtenis, waar hij naderhand liever niet aan herinnerd wil worden. 50% van de gesepareerden rapporteert lang na de separatie over angst, boosheid, nachtmerries, negatieve gedachten over de verpleegkundigen die de separatie uitvoerden, herinneringen aan eenzaamheid en verlies van vertrouwen in het psychiatrisch ziekenhuis. 27% geeft bovendien aan voorzichtiger te zijn geworden in zijn gedrag ook nog lang na de opsluiting.
Als kortetermijneffect geeft men aan zieker te zijn geworden (50%), in de war te zijn geraakt (50%) en zich machteloos (90%) en eenzaam (76%) te hebben gevoeld. De psychische klachten na het separeren van de patiënt kunnen overeenkomen met symptomen van een posttraumatisch stresssyndroom (PTSS). Veel patiënten die ooit gesepareerd waren vertelden jaren later over hun ervaringen alsof ze een gijzeling hadden moeten ondergaan. Niet zo vreemd, want in beide gevallen spelen mechanismen van repressie, macht en onmacht een belangrijke rol.

## Wettelijk kader
Volgens de Wet Bopz kunnen, indien nodig, dwangmiddelen en -maatregelen worden toegepast bij een patiënt die tegen zijn wil (door een gerechtelijke maatregel) is opgenomen in een erkende psychiatrische kliniek. Het indien noodzakelijk tegen iemands wil afzonderen in een separeerruimte maakt daar deel van uit. In de praktijk kan vrijwel iedere patiënt vanwege een noodsituatie gesepareerd worden. Er dient dan sprake te zijn van een noodsituatie terwijl er geen passend zorg- of behandelplan is, er geen gelegenheid is voor overleg met betrokkenen en uitstel van handelen onverantwoord is. Het is dus belangrijk zo snel mogelijk een zorg- of behandelplan op te stellen waarin geregeld wordt hoe noodsituaties vermeden kunnen worden. Een noodsituatie valt onder artikel 39 van de BOPZ, een belangrijke bepaling daarin is dat een middel of maatregel nooit langer dan zeven dagen mag duren. Er zijn echter veel gevallen bekend van maatregelen die langer dan zeven dagen duurden. Dit betrof in vijf jaar tijd 3430 gevallen (2004 t/m 2008).
Dwangmaatregelen, zoals opsluiting in een separeerruimte, zijn in principe alleen toegestaan bij onvrijwillige opname. Het kan echter ook gebeuren tijdens vrijwillige opname. De instelling moet zich dan beroepen op een noodsituatie en zal onmiddellijk bij de burgemeester een inbewaringstelling (IBS) voor onvrijwillige opname dienen aan te vragen.

## Frequentie
In Nederland verblijven gemiddeld zo'n 10.000 patiënten in psychiatrische instellingen. Volgens onderzoek werd daarvan 25% minimaal eenmaal gesepareerd. Gemiddeld werd een patiënt per 1000 verpleegdagen 3,7 dag gedwongen afgezonderd. Deze cijfers die uit de administratie van de instellingen zelf komen zijn beduidend hoger dan het aantal meldingen dat door diezelfde organisaties bij de Inspectie Gezondheidszorg en Jeugd wordt gedaan. In Nederland wordt vergeleken met andere Europese landen vaker, maar niet per se langduriger gebruikgemaakt van de isoleercel. Er zijn echter te weinig cijfers voorhanden om een goede vergelijking mogelijk te maken. In sommige landen wordt separatie veel minder toegepast of is opsluiting zelfs verboden. In Italië, Duitsland, Zweden en Groot-Brittannië is het gebruik van de separeerruimte in de loop der jaren sterk afgenomen. In Denemarken en Noorwegen is het isoleren zelfs helemaal verboden. Bij calamiteiten zorgen familie en personeel gezamenlijk voor de veiligheid van de patiënt die in ieder geval nooit alleen wordt gelaten.
In een aantal staten in Amerika is slechts een uur separatie toegestaan om de hulpverleners gelegenheid te bieden een alternatief te bedenken.
Als een verklaring voor het veelvuldig gebruiken van separatie als dwangmiddel in Nederland wordt vaak de beperktere toepassing van dwangmedicatie en fixatie in Nederland genoemd. Uit onderzoek blijkt een kleine meerderheid van de betrokken patiënten separatie erger te vinden dan dwangmedicatie. Echter, bij de kleine groep patiënten die zowel separatie als dwangmedicatie hebben meegemaakt, heeft men een voorkeur voor separatie.
Het gebrek aan voldoende zorgpersoneel in de psychiatrie wordt ook wel als reden genoemd voor het kiezen voor gedwongen afzonderen. Op de intensieve zorg afdeling van een algemeen ziekenhuis varieert het aantal patiënten per verpleegkundige van 1 tot 3, op de crisisafdeling van een Nederlands psychiatrisch ziekenhuis ligt dit aantal veel hoger. In het buitenland (Schotland, Italië) is het aantal patiënten per verpleegkundige op een afdeling crisispsychiatrie lager.

## Nieuw beleid
Omdat de Nederlandse GGZ-hulpverlening in Europa koploper separeren is, en afgelopen jaren enkele malen patiënten zijn gestorven in de isoleercel (zonder dat het om zelfdoding ging), heeft minister Klink aangekondigd dat hij de tijdsduur en frequentie van het opsluiten van patiënten in de isoleercel wettelijk wil vastleggen.
De minister wil ook patiëntvertrouwenspersonen (pvp) een grotere rol geven bij het signaleren van misstanden. Zij moeten problemen met separeren kunnen agenderen bij de raad van bestuur van een instelling, die dan vervolgens moet rapporteren wat hij eraan doet. Sinds 2006 zijn in Nederland bij 42 van de totaal 171 instellingen projecten gestart om het gebruik van de separeercel terug te dringen. De minister stelde daarvoor 5 miljoen euro per jaar beschikbaar. Volgens GGZ Nederland is binnen de projecten een afname van het aantal separaties te zien van 17% tot 75%. Ook de duur van de
separaties zou zijn afgenomen.

## Alternatieven
Eén geestelijke gezondheidszorg instelling in Nederland maakt sinds 2010 geen gebruik meer van de separeer. Dit is de Gelderse Roos 
Mediant in Enschede heeft een zogenaamd Comfortroom-project. Het aantal separaties op de pilotafdeling van Mediant is sinds de invoering met 75% afgenomen.
De Amersfoortse instelling Symfora groep heeft speciaal aandacht voor de eerste vijf minuten van opname. Vaak een hectische situatie die niet zelden ertoe leidt dat de patiënt linea recta de separeer in verdwijnt. Door deze opstelling is het aantal incidenten bij Symfora met 46 procent gedaald.
Vernieuwende experimenten in psychiatrische klinieken uit Finland en Zwitserland laten goede resultaten zien zonder gebruik van separatie en zelfs zonder gebruik van medicatie. Men denkt en behandelt vanuit het begrip ontreddering. Men biedt de patiënt in acute crisis een zo rustig mogelijke afdeling en probeert vooral te praten als de patiënt onrustig is. Daarnaast biedt men veel afleidende activiteiten maar vooral geen diepgaande gesprekken. Pas als de rust is teruggekeerd en de patiënt zich enigszins op zijn gemak voelt, kan gesproken worden over antipsychotische medicijnen. Resultaat is dat in meer dan 30% van de gevallen geen medicijnen hoeft voor te worden geschreven met even weinig terugval als met (langdurig) medicijngebruik. Bovendien is men tevreden over zeer weinig agressie, dwangtoepassing en het trouwer volgen van vervolgbehandeling.

## Praktijkvoorbeelden
De isoleercel wordt op een filosofische manier beschreven in het boek Pure Waanzin van Wouter Kusters, die hierin zijn eigen ervaringen weergeeft. In het boek Alleen. Berichten uit de isoleercel van Wouter Kusters, Sam Gerrits en Jannemiek Tukker leveren de auteurs een persoonlijk verslag van hun ervaringen in de isoleercel. Op de Nederlandse website Solitary Man wordt ook een persoonlijk verslag gegeven van alles wat te maken heeft met een behandeling in een isoleercel.